# Кубок Джей-ліги 2001
Кубок Джей-ліги 2001 — 9-й розіграш Кубка Джей-ліги. У змаганні брали участь 28 футбольних колективів із Джей-ліги 2001 (першого та другого дивізіонів). Титул вперше здобув Йокогама Ф. Марінос.

## Календар
| Раунд        | Дата матчів              | Матчі | Клуби   |
| ------------ | ------------------------ | ----- | ------- |
| Перший раунд | 4/18 квітня 2001         | 24    | 28 → 16 |
| 1/8 фіналу   | 13/20 червня 2001        | 16    | 16 → 8  |
| 1/4 фіналу   | 6/22-29 серпня 2001      | 8     | 8 → 4   |
| 1/2 фіналу   | 26 вересня/2 жовтня 2001 | 4     | 4 → 2   |
| Фінал        | 27 жовтня 2001           | 1     | 2 → 1   |

## Перший раунд
| Команда 1             | Заг. | Команда 2            | 1-й матч | 2-й матч |
| --------------------- | ---- | -------------------- | -------- | -------- |
| 4/18 квітня 2001      |      |                      |          |          |
| Сьонан Бельмаре (2)   | 0:1  | Касіва Рейсол        | 0:1      | 0:0      |
| Монтедіо Ямаґата (2)  | 2:3  | Урава Ред Даймондс   | 2:0      | 0:3      |
| Кіото Санґа (2)       | 0:4  | Ґамба Осака          | 0:2      | 0:2      |
| Омія Ардія (2)        | 1:2  | ДЖЕФ Юнайтед Ітіхара | 1:1      | 0:1      |
| Ойта Трініта (2)      | 3:2  | Консадолє Саппоро    | 2:0      | 1:2      |
| Джубіло Івата         | 4:3  | Сересо Осака         | 2:2      | 2:1      |
| Йокогама (2)          | 3:1  | Токіо Верді          | 1:1      | 2:0      |
| Міто Холліхок (2)     | 1:4  | Йокогама Ф. Марінос  | 0:1      | 1:3      |
| Вегалта Сендай (2)    | 3:4  | Авіспа Фукуока       | 1:2      | 2:2      |
| Саґан Тосу (2)        | 1:7  | Віссел Кобе          | 1:3      | 0:4      |
| Токіо                 | 6:0  | Ванфоре Кофу (2)     | 5:0      | 1:0      |
| Альбірекс Ніїґата (2) | 0:4  | Санфречче Хіросіма   | 0:2      | 0:2      |

## 1/8 фіналу
| Команда 1            | Заг.         | Команда 2             | 1-й матч | 2-й матч |
| -------------------- | ------------ | --------------------- | -------- | -------- |
| 13/20 квітня 2001    |              |                       |          |          |
| Касіва Рейсол        | 3:5          | Касіма Антлерс        | 3:1      | 0:4      |
| Ґамба Осака          | 3:6          | Урава Ред Даймондс    | 1:3      | 2:3      |
| ДЖЕФ Юнайтед Ітіхара | 2:2 пен. 5:4 | Сімідзу С-Палс        | 1:0      | 1:2      |
| Джубіло Івата        | 2:1          | Ойта Трініта (2)      | 1:0      | 1:1      |
| Йокогама (2)         | 1:3          | Кавасакі Фронтале (2) | 0:1      | 1:2      |
| Авіспа Фукуока       | 0:5          | Йокогама Ф. Марінос   | 0:3      | 0:2      |
| Віссел Кобе          | 3:4          | Наґоя Ґрампус         | 2:2      | 1:2      |
| Санфречче Хіросіма   | 5:4          | Токіо                 | 3:3      | 2:1 дч   |

## 1/4 фіналу
| Команда 1           | Заг. | Команда 2             | 1-й матч | 2-й матч |
| ------------------- | ---- | --------------------- | -------- | -------- |
| 8/22 серпня 2001    |      |                       |          |          |
| Санфречче Хіросіма  | 2:4  | Наґоя Ґрампус         | 2:3      | 0:1      |
| 8/28 серпня 2001    |      |                       |          |          |
| Джубіло Івата       | 4:2  | ДЖЕФ Юнайтед Ітіхара  | 2:2      | 2:0      |
| 8/29 серпня 2001    |      |                       |          |          |
| Урава Ред Даймондс  | 1:2  | Касіма Антлерс        | 1:0      | 0:2 дч   |
| Йокогама Ф. Марінос | 5:0  | Кавасакі Фронтале (2) | 3:0      | 2:0      |

## 1/2 фіналу
| Команда 1                 | Заг. | Команда 2           | 1-й матч | 2-й матч |
| ------------------------- | ---- | ------------------- | -------- | -------- |
| 26 вересня/10 жовтня 2001 |      |                     |          |          |
| Наґоя Ґрампус             | 0:1  | Йокогама Ф. Марінос | 0:1      | 0:0      |
| Джубіло Івата             | 1:0  | Касіма Антлерс      | 1:0      | 0:0      |

## Фінал
| 27 жовтня 2001 |

| Джубіло Івата                        | 0:0      | Йокогама Ф. Марінос                      |
| ------------------------------------ | -------- | ---------------------------------------- |
|                                      | Протокол |                                          |
|                                      | Пенальті |                                          |
| Фудзіта · Накаяма · Живкович · Маеда | 1:3      | Накамура · Саката · Хато · Дутра · Омура |

| Національний стадіон, Токіо Глядачів: 31 019 Арбітр: Леслі Моттрам |